# Andy Egli
André «Andy» Egli (* 8. Mai 1958 in Bäretswil) ist ein Schweizer Fussballtrainer und ehemaliger Fussballspieler und Fussballexperte von SRF.

## Karriere

### Spieler
In der Nationalliga A kam er in 426 Spielen zum Einsatz, in der deutschen Bundesliga in 31 Spielen. Dabei erzielte er insgesamt 92 Tore. Hinzu kommen 50 Spiele im Schweizer Cup (15 Tore) und 41 Spiele im Europacup (drei Tore). Zwischen 1979 und 1994 absolvierte er 77 Spiele in der Nationalmannschaft und traf neunmal. Er wurde für die Weltmeisterschaft 1994 aufgeboten, kam dabei aber nicht zum Einsatz.
Die meisten Tore erzielte Egli mit Kopfbällen und als sicherer Elfmeterschütze.

### Trainer
Seit 1995 ist Egli als Trainer tätig. Nach Stationen beim FC Thun, FC Luzern, SV Waldhof Mannheim, FC Aarau, FC Biel, Busan IPark (Südkorea), SC Zofingen und FC Langenthal übernahm er 2010 das Traineramt beim SC Cham. 2013 wurde er Nachwuchschef beim FC Luzern und blieb dies bis 2015, als eine Reorganisation der Nachwuchsabteilung durchgeführt wurde, mit der er nicht einverstanden war, kehrte aber noch im gleichen Jahr zum FC Luzern zurück und wurde dort sportlicher Leiter der FCL-Frauen. Seit 2022 ist er zusammen mit Spielertrainerin Sonja Lundsgaard-Hansen Co-Trainer des FC Breitenrain Frauen.

## Fussballexperte SRF
1993 wurde Egli Fussballexperte beim Schweizer Radio und Fernsehen, zunächst zusammen mit Matthias Hüppi, von 2007 bis 2010 mit Gilbert Gress. Zuletzt begleitete er die SRF-Livespiele aus der Europa League. 2021 beendete er diese Tätigkeit.

## Persönliches
Im September 2015 erkrankte Andy Egli an Hodenkrebs. Doch bereits im November 2015 hatte er nach erfolgreicher Chemotherapie den Kampf gegen den Krebs gewonnen und war vollständig geheilt.
Trotz seiner Krankheit blieb er dem SRF als Fussballexperte erhalten und kommentierte im 2021 die Euro 2020.
Egli galt immer als «Provokateur», sei es auf dem Spielfeld, indem er sich mit Gegnern und dem gegnerischen Publikum anlegte, oder über Zeitungsinterviews, in denen er die nächsten Gegner mit Aussagen wie «denen haue ich drei Stück rein» enervierte. Angesprochen auf die Tatsache, dass beim Ablesen der Mannschaftsaufstellungen bei Auswärtsspielen bei seinem Namen oft ein Pfeifkonzert losgehe, sagte er einem Reporter von TeleBärn nur «Das ist völlig geil! Da merkst du, sie nehmen dich ernst! Sonst gäbe es ein Gelächter!»

## Erfolge
- Schweizer Meister (mit Grasshoppers): 1982, 1983, 1984, 1990
- Schweizer Meister (mit Servette): 1994
- Schweizer Cupsieger (mit Grasshoppers): 1983, 1988, 1989, 1990